# تیونیل برمید
تیونیل برمید (به انگلیسی: Thionyl bromide) با فرمول شیمیایی SOBr2 یک ترکیب شیمیایی با شناسه پاب‌کم 68176 است. که جرم مولی آن 207.87 g/mol می‌باشد. شکل ظاهری این ترکیب، مایع بی‌رنگ است.